# Ragunda kommun
Ragunda kommune ligger i Jämtlands län i landskapet Jämtland i Sverige. Kommunen har grænser til nabokommunerne Bräcke, Östersund, Strömsund, Sollefteå og Sundsvall. Kommunens administrationscenter ligger i byen Hammarstrand.

## Geografi
I kommunen er der et åslandskap som som falder brat ned mod et omliggende lavland med skove og moser. Indalsälven løber gennem kommunen og danner flere vandfald. Hammarforsen (regulert ved Hammarforsens kraftværk siden 1928) blev dannet i 1796 da Indalsälven ændrede løb under forårsoversvømmelserne og tømte den store Ragundasjön i en af Sveriges største naturkatastrofer. Döda fallet er et tidligere vandfald, der blev tørlagt da elven skiftefe løb i 1796, og er en af kommunens største turistattraktioner.
Stambanan genom övre Norrland går gennem kommunen.

## Byer
Ragunda kommune hadde fire byer i 2005.
Indbyggere pr. 31. december 2005.
| #  | Byområder         | Indbyggertal |
| -- | ----------------- | ------------ |
| 1. | Hammarstrand      | 1.061        |
| 2. | Stugun            | 627          |
| 3. | Västra Bispgården | 523          |
| 4. | Östra Bispgården  | 294          |

## Venskabskommuner
Ragunda har tre venskabskommuner
- Bangkok, Thailand
- Stjørdal, Norge
- Karstula, Finland

## Eksterne kilder og henvisninger
1. ↑  Folkmängd i riket, län och kommuner 30 september 2012 och befolkningsförändringar 1 juli - 30 september 2012. Statistiska centralbyrån (30. september 2012). Besøgt 25. december 2012.
2. ↑  Artikkel om Ragunda kommune i snl.no
3. ↑  Vänskapsorter Arkiveret 18. august 2010 hos  Wayback Machine fra Ragunda kommunes officielle hjemmesider.

- Wikimedia Commons har flere filer relateret til Ragunda kommun
- Officiel hjemmeside for Ragunda kommun

63°6′N 16°21′Ø / 63.100°N 16.350°Ø